# Raduga Kh-55
Kh-55 (tiếng Nga: Х-55; NATO:AS-15 'Kent'; RKV-500;) là một loại tên lửa hành trình phóng từ máy bay của Liên Xô/Nga, loại tên lửa có tính năng tương đương của Mỹ là AGM-86 ALCM. Được thiết kế bởi MKB Raduga, nó có tầm bắn lên đến 3.000 km (1.620 nmi) và có thể mang đầu đạn thông thường hoặc đầu đạn hạt nhân. Nó được dành cho các máy bay ném bom. Nó có một số biến thể trang bị đầu đạn thường chủ yếu cho tác chiến chiến thuật, như Kh-65SE và Kh-SD, nhưng chỉ có Kh-101 và Kh-555 xuất hiện và đưa vào trang bị. Đối lập với thông tin thông thường, Kh-55 không phải là cơ sở cho RK-55 Granat (SS-N-21 'Sampson' phóng từ tàu ngầm và SSC-X-4 'Slingshot' phóng từ mặt đất).
Một đơn vị sản xuất Kh-55 đã được Nga cung cấp cho Trung Quốc, đặt tại Thượng Hải vào năm 1995 và được sử dụng nhằm sản xuất một vũ khí tương tự cho Trung Quốc. Những đơn vị sản xuất Kh-55 còn lại ở Ukraina sau Chiến tranh Lạnh có thông tin nói rằng chúng xuất hiện tại Trung Quốc và Iran vào năm 2001, khiến cho mối quan tâm đến công nghệ tên lửa tăng cao.

## Phát triển
Vào cuối thập niên 1960, nghiên cứu "Ekho" của viện GosNIIAS kết luận rằng nó sẽ được triển khai hiệu quả hơn rất nhiều, các tên lửa hành trình cận âm có giá đắt hơn nhiều so với các tên lửa hành trình siêu âm. Công việc bắt đầu tại cục Raduga với mẫu tên lửa hành trình phóng trên không mới vào năm 1971, với chuyến bay thử đầu tiên vào năm 1976. Sự xuất hiện loại AGM-86 ALCM của Không quân Mỹ trong cùng năm đó đã khiến chương trình được thúc đẩy nhanh hơn, với việc Không quân Liên Xô đưa ra một yêu cầu chính thức về một loại tên lửa hành trình phóng trên không vào tháng 12-1976. Kh-55SM tầm xa được phát triển một vài năm trước khi đi vào hoạt động. Vào cuối thập niên 1980 công việc lại tiếp tục bắt đầu với một loại tên lửa thay thế trang bị đầu đạn thông thường (Kh-101) hay đầu đạn hạt nhân (Kh-102) và khả năng tàng hình tốt. Nó được thiết kế bởi kỹ sư Igor Seleznyev thuộc Raduga. Tầm quan trọng của tên lửa tiên tiến này được ví như "force multipliers", nó giúp Nga tăng cường sức mạnh cho các phi đội máy bay ném bom lúc đó đang xuống cấp từ đầu thập niên 1990. Sự thất bại của loại tên lửa Kh-90 (AS-19 'Koala') động cơ ramjet đầy tham vọng khoảng năm 1992 đã dẫn đến một quyết định nhằm khôi phục lại tầm quan trọng trong việc cải tiến Kh-55, đặc biệt để đạt được độ chính xác cần thiết <20 m khi tấn công vào các mục tiêu là cơ sở hạ tầng với đầu đạn thông thường - trái ngược với đầu đạn hạt nhân. Cuộc phóng thử đầu tiên của Kh-101 vào năm 1998, và bắt đầu thử nghiệm đánh giá trong năm 2000.
Sau khi kết thúc Chiến tranh Lạnh và các hiệp ước cấm triển khai vũ khí hạt nhân đã hạn chế việc triển khai các tên lửa hạt nhân tầm xa, Nga đã thực hiện các nỗ lực để phát triển các phiên bản của Kh-55 với các đầu đạn thông thường. Đầu tiên là Kh-65SE (phát triên từ Kh-55) có tầm bắn 600 km được giới thiệu năm 1992, sau đó là phiên bản chiến thuật Kh-SD tầm bắn 300 km của Kh-101 cho xuất khẩu, và cuối cùng là Kh-555. Năm 2001, Không quân Nga đã lựa chọn Kh-101 và Kh-555 để phát triển.
Một tài liệu tiếng Nga năm 1995 đã đưa ra giả thuyết về việc một đơn vị sản xuất hoàn chỉnh đã được chuyển đến Thượng Hải, nhằm phát triển một tên lửa hành trình trang bị đầu đạn hạt nhân. Ban đầu người ta nghĩ rằng loại tên lửa này dựa trên mẫu Raduga Kh-15 (AS-16 'Kickback') tầm bắn 300 km, nhưng nó là Kh-55 đã được chuyển giao cho Trung Quốc.

## Thiết kế

### Kh-55
Tên lửa được trang bị một động cơ turbofan R95-300, với các cánh bật ra khi bay ở vận tốc hành trình. Đây là một loại động cơ phản lực cánh quạt nhỏ gọn, hiệu quả và rất tiết kiệm nhiên liệu trong khi cho lực đẩy tương đối lớn. Động cơ này có chiều dài chỉ 850mm, đường kính 330mm, trên thế giới lúc đó chưa có loại động cơ nào tương tự.
Kh-55 có thể được phóng từ cả trên độ cao lớn và độ cao thấp, và bay ở tốc độ dưới âm ở độ cao thấp (dưới độ cao 110 m/300 ft). Sau khi phóng, tên lửa triển khai động cơ, đuôi và cánh gấp.
Tên lửa được dẫn hướng đến mục tiêu kết hợp dẫn hướng quán tính, cập nhật thông số về mục tiêu thông qua liên kết dữ liệu. Ở pha cuối, tên lửa có thể sử dụng radar chủ động để tìm kiếm mục tiêu hoặc sử dụng cảm biến hình ảnh theo công nghệ so sánh hình ảnh tương phản về khu vực mục tiêu được lưu trong bộ nhớ của tên lửa. Điều này cho phép tên lửa tự dẫn hướng đến mục tiêu với độ chính xác cao, với một khả năng lệch mục tiêu (CEP) là 15 mét
Điều này cho phép các tên lửa chính nó để hướng dẫn cho các mục tiêu ở mức cao độ chính xác, với một báo cáo CEP là 15 mét.
Kh-55 được chấp nhận vào trang bị từ năm 1984 nó được phóng từ các loại máy bay ném bom chiến lược của Nga như: Tu-95MS, Tu-22, Tu-160 và sau này là cả cường kích Su-34.
Ngay khi Kh-55 được chấp nhận vào trang bị, Raduga đã phát triển biến thể nâng cấp Kh-55MS. Biến thể mới được bổ sung thêm 2 thùng nhiên liệu hình tứ giác ở 2 bên hông tên lửa, động cơ cải tiến với hiệu suất tốt hơn, công nghệ dẫn hướng rất tinh vi hơn. Tên lửa được trang bị một máy tính kỹ thuật số sử dụng bộ lọc dữ liệu Kalman với một bản đồ kỹ thuật số, radar đo độ cao các bộ phận cấu thành này cho phép tên lửa sử dụng công nghệ dẫn hướng kiểu TERCOM (men theo địa hình). Ở pha cuối, tên lửa sử dụng công nghệ dẫn hướng so sánh hình ảnh tương phản kỹ thuật số DSMAC cùng với sự hỗ trợ của hệ thống định vị toàn cầu GLONASS. Công nghệ dẫn hướng này cho phép tên lửa có độ chính xác rất cao, CEP (sai số trúng đích) của Kh-55MS là dưới 5m, tương đương với BGM-109 Tomahawk của Mỹ trong khi tầm bắn đạt 3.000 km, xa hơn 20% so với Tomahawk và trở thành loại tên lửa phóng trên không có tầm bắn xa nhất thế giới khi đó.
Ngoài các biến thể Kh-55/Kh-55MS dùng cho Quân đội Nga, có 2 biến thể được phát triển cho xuất khẩu bao gồm Kh-65SE có tầm bắn 600 km theo điều khoản của Hiệp ước cắt giảm vũ khí hạt nhân tầm trung INF được ký kết giữa Mỹ-Liên Xô vào năm 1987. Một biến thể xuất khẩu khác là Kh-SD được giới thiệu vào năm 1995, có tầm bắn khoảng 300 km. Kh-55 gốc có một động cơ vứt được, Kh-65SE có một động cơ turbojet cố định gắn ngoài, trong khi Kh-SD có động cơ bên trong thân của tên lửa.

### Kh-101/102
Những năm 1990, Raduga tiếp tục phát triển một biến thể hiện đại hơn của Kh-55MS là Kh-101/102, trong đó Kh-101 được trang bị đầu đạn thông thường nặng 400 kg còn Kh-102 được trang bị đầu đạn hạt nhân chiến thuật. Do vấn đề thiếu hụt tài chính, phải tới năm 2013 Kh-101/102 mới đi vào trang bị. Tên lửa được thông báo có tầm bắn ít nhất là 5.000 km, xa gấp đôi so với BGM-109 Tomahawk của Mỹ. Những nguồn tin khác cho biết tên lửa có thể bay liên tục 10 giờ, điều này cho phép suy đoán nó có thể bắn xa đến 7.000 - 10.000 km (xa gấp 3-4 lần so với BGM-109 Tomahawk). Theo dữ liệu từ Tạp chí Jane's, sai số tấn công mục tiêu của Kh-101/102 là 6-10 m (đối với tên lửa mang đầu đạn nổ phá thông thường) và không quá 100 m (đối với tên lửa mang đầu đạn hạt nhân).
Tên lửa Kh-101/ Kh-102 được tuyên bố là có thiết bị gây nhiễu chủ động và thiết bị phóng đạn mồi bẫy. Đầu đạn tự dẫn có thể thay đổi quỹ đạo đường bay và có chỉ số xác suất bị phát hiện rất thấp do sử dụng công nghệ tàng hình. Những đặc điểm kỹ thuật này cho phép tên lửa có thể tránh được hỏa lực của các hệ thống phòng không/phòng thủ tên lửa, kể cả những hệ thống phòng thủ tên lửa hiện đại trong tương lai.
Các phương tiện mang Kh-101/102 là những máy bay ném bom chiến lược của Nga, Tu-95MS và Tu-160M. Hiện nay Tu-95MS mang được 8 tên lửa Kh-101/Kh-102 ở các giá treo dưới cánh máy bay. Tu-160 có thể sẽ mang được tới 12 tên lửa trong 2 khoang dành cho vũ khí. Dự kiến cả loại máy bay cường kích ném bom Tu-22M5 được nâng cấp cũng sẽ có khả năng mang được 4 tên lửa loại này. Tàu ngầm đa nhiệm đề án 885/885M có thể bố trí hầm phóng cho 32 tên lửa Kh-101/Kh-102.
Quân đội Nga đã bắn hơn 3.650 tên lửa và rocket dẫn đường trong 5 tháng đầu của cuộc chiến ở Ukraine, bao gồm cả tên lửa Kh-101. Xác một tên lửa hành trình Kh-101 của Nga được tìm thấy ở Ukraine có 31 linh kiện do nước ngoài sản xuất, bao gồm cả Intel của Mỹ và Xilinx thuộc sở hữu của AMD. Có hơn 450 kiểu linh kiện nước ngoài đã được tìm thấy trong các loại vũ khí Nga bị thu giữ ở Ukraine và khoảng 2/3 số linh kiện đó được sản xuất bởi các công ty có trụ sở tại Mỹ như Analog Devices và Texas Instruments, chưa kể các thành phần khác đến từ các công ty Nhật Bản, Hàn Quốc, Anh, Đức, Thụy Sỹ và Hà Lan. Nhiều linh kiện nước ngoài chỉ có giá vài đô la và các công ty Nga có thể dễ dàng mua trực tuyến vì chúng cũng có thể được sử dụng trong các ứng dụng phi quân sự. Điều này tương tự việc quân đội Mỹ từng cho phép hai hãng cung ứng linh kiện Northrop Grumman và Honeywell nhập các linh kiện từ Trung Quốc (ví dụ như những nam châm trị giá 2 USD mỗi chiếc) nhằm đảm bảo tiến độ sản xuất radar cho máy bay F-35 Năm 2011 Song Xiaojun, cựu sỹ quan Trung Quốc nói rằng việc nhập linh kiện nước ngoài "là vấn đề của thị trường tự do. Mỹ có thể chọn giải pháp dùng hàng Hàn Quốc và Nhật Bản để thay thế, nhưng điều đó có thể khiến chi phí đội lên gấp trăm lần"
Kết quả điều tra cho thấy quân đội Nga vẫn đang nhập khẩu các vi mạch nước ngoài để chế tạo vũ khí, từ radio chiến thuật đến máy bay không người lái và đạn dược tầm xa chính xác và các chính phủ phương Tây đã chậm chạp trong việc hạn chế Nga tiếp cận những công nghệ này sau khi Vladimir Putin tuyên bố sáp nhập Crimea vào năm 2014.

## Lịch sử hoạt động
Kh-55 phiên bản gốc đi vào hoạt động năm 1984. Kh-55SM năm 1987. Kh-55SE trang bị đầu đạn thường phóng thử nghiệm vào 13 tháng 1-2000, và sử dụng lần đầu trong các bài tập trong cuộc tập trận Black Sea diễn ra vào 17-22 tháng 4 năm 2000. Kh-555 được trang bị vào năm 2004, hình ảnh đầu tiên của Kh-101 xuất hiện năm 2007.
Kh-55 có thể được trang bị cho Tupolev Tu-95MS ('Bear-H') và Tu-142M ('Bear-F'), và Kh-55SM trang bị cho Tupolev Tu-160 ('Blackjack'). Biến thể Tu-95MS16 (Tu-95MSM) có thể mang được 16 quả tên lửa Kh-55, 10 quả dưới mấu treo dưới cánh và 6 quả treo ở thiết bị phóng quay MKU-6-5.
Kh-55 cũng đã được thử nghiệm trên Tu-22M ('Backfire'). Phiên bản chiến thuật Kh-SD cũng có thể trang bị trên Tu-95MS (14 quả) và Tu-22M (8 quả); Kh-101 dự kiến sẽ trang bị cho Tu-160 (12 quả), Tu-95MS16 (8 quả), Tu-22M3/5 (4 quả) và Su-34 (2 quả).
Khi Chiến tranh Lạnh kết thúc, Ukraina có 1.612 quả Kh-55, một phần vũ khí cho 19 chiếc Tu-160 thuộc Trung đoàn ném bom hạng nặng số 184 tại Priluki và 25 chiếc Tu-95MS thuộc Trung đoàn ném bom hạng nặng số 182 tại Uzin-Shepelovka. Có thông báo rằng Ukraina đã yêu cầu 3 tỉ USD để các máy bay và tên lửa quay lại Nga. Vào tháng 10-1999, một thỏa hiệp đã đạt được, trong đó Nga phải trả 285 triệu USD cho 11 máy bay và 575 quả tên lửa, trong khi phần còn lại sẽ bị tiêu hủy theo chương trình giải trừ quân bị do Mỹ tài trợ. Tuy nhiên, vào tháng 3-2005, trưởng công tố Ukraina là Svyatoslav Piskun nói rằng vào năm 2001, 12 tên lửa Kh-55 đã xuất khẩu cho Iran và 6 quả cho Trung Quốc.
Ngày 5/7/2017, Bộ Quốc phòng Nga cho biết oanh tạc cơ chiến lược Tu-95MS đã phóng tên lửa hành trình tàng hình Kh-101 vào các mục tiêu của tổ chức Nhà nước Hồi giáo tự xưng (IS) tại Syria. Đây là lần đầu tiên Kh-101 được sử dụng trong thực chiến.

## Biến thể
- Kh-55 (NATO 'Kent-A', RKV-500A, Izdeliye 120) - mẫu đầu với tầm bắn 2.500 km.
- Kh-55-OK - tên phát triển của Kh-55SM
- Kh-55SM (NATO 'Kent-B', RKV-500B, Izdeliye 121) - với hệ dẫn đường TERCOM (Terrain Contour Matching) và thùng nhiên liệu phụ để tăng tầm bắn lên 3000 km.
- Kh-101/102 (Izdeliye 111) - phiên bản tàng hình phát triển thay thế cho Kh-55SM vào cuối thập niên 1980, Kh-101 có một đầu đạn thông thường và Kh-102 có đầu đạn hạt nhân.[4] Kh-101/102 được thiết kế với khả năng tàng hình rất cao, thân tên lửa hình oval thay vì hình trụ như nguyên bản. Tên lửa có kích thước lớn hơn, dài hơn trang bị công nghệ dẫn hướng tinh vi hơn, tên lửa có tầm bắn khoảng 5.000 km và đi vào phục vụ trong biên chế Không quân Nga vào cuối năm 2013[16].
- Kh-65SE - phiên bản chiến thuật bị cắt giảm tầm bắn cho phù hợp với hiệp ước INF, xuất hiện năm 1992 với đầu đạn thông thường 410 kg và tầm bắn giới hạn 600 km[6]
- Kh-SD (средней дальности Srednei Dalnosti - 'Medium Range - Tầm trung') - phiên bản đầu đạn thường tầm bắn 300 km xuất hiện năm 1995, có thể cho xuất khẩu. Dùng chung thành phần với Kh-101, tầm bắn tăng lên 600 km khi bắn từ độ cao lớn, nhưng Kh-SD bị hoãn lại vào năm 2001.[1] Một đầu dò radar chủ động khác cũng được đề xuất cho nhiệm vụ chống hạm.
- Kh-555 (NATO 'Kent-C', Kh-55SE, Kh-55Sh)[6] - phiên bản trang bị đầu đạn thường với hệ dẫn đường cải tiến và đầu đạn được phát triển từ bài học khi NATO không kích Nam Tư năm 1999. Hoạt động từ năm 2000.[12]

Có tin cho rằng RK-55 (SSC-X-4 'Slingshot' và SS-N-21 'Sampson') có thể được phóng từ mặt đất và tàu ngầm được xuất phát từ Kh-55, nhưng giờ đây người ta biết rằng Kh-55 khác so với hai phiên bản kia ở chô động cơ vứt được ở phía dưới tên lửa trong khi bay.

## Quốc gia sử dụng

### Hiện nay
- Nga: Không quân Nga.
- Trung Quốc 6 [15]
- Iran: 12 [15]

### Trước đây
- Liên Xô: Không quân Xô viết.
- Ukraina: bị loại bỏ hay trở lại Nga[15]

## Các vũ khí tương đương
- RK-55 - phương Tây tin rằng đây là phiên bản phóng từ mặt đất và tàu ngầm của Kh-55
- AGM-86 Air-Launched Cruise Missile - tên lửa đầu đạn 1430 kg, tầm bắn 2400+ km, Mach 0.73
- AGM-129 ACM - Tên lửa hành trình tiên tiến (Advanced Cruise Missile), có khả năng tàng hình, đầu đạn 1330 kg, tầm bắn 3700 km
- BGM-109 Tomahawk - phóng từ mặt đất, mặt biển, tàu ngầm